# 살라딘
살라딘, 또는 살라흐 앗딘 유수프 이븐 아이유브(아랍어: صلاح الدين الأيوبي, 쿠르드어: سەڵاحەددینی ئەییووبی, 페르시아어: صلاح الدین ایوبی, 튀르키예어: Selahaddin Eyyubi, 1138년?~1193년 3월 4일)은 12세기경 티크리트(현재 이라크 북부) 출신의 쿠르드족 무슬림 장군이자 전사였으며 이집트, 시리아의 술탄이었다. 3차 십자군 원정에 맞서서 이슬람 세력을 승리로 이끌었다. 전성기에 그는 이집트, 시리아, 예멘, 이라크, 메카, 헤자즈 등지를 아우르는 아이유브 왕조를 세웠다. 서양에서는 살라딘이라는 이름으로 유명하지만 그의 본명은 유수프(Yousuf)였다. 그는 그의 지도력과 군사적 역량으로 무슬림과 기독교계 모두에게 알려졌으며, 십자군과 맞서 전쟁을 치를 당시에 탐욕스럽고 무자비했던 십자군의 군주들에 비해 온건하고 약속을 잘 지키는 자비로운 군주로 덕망이 높았으며 그가 보인 기사도 정신과 자비심은 서방세계에 널리 전해져 수많은 전설과 기록으로 남았다. 살라딘이라는 그의 이름은 아랍어로 "정의와 신념"을 의미한다.

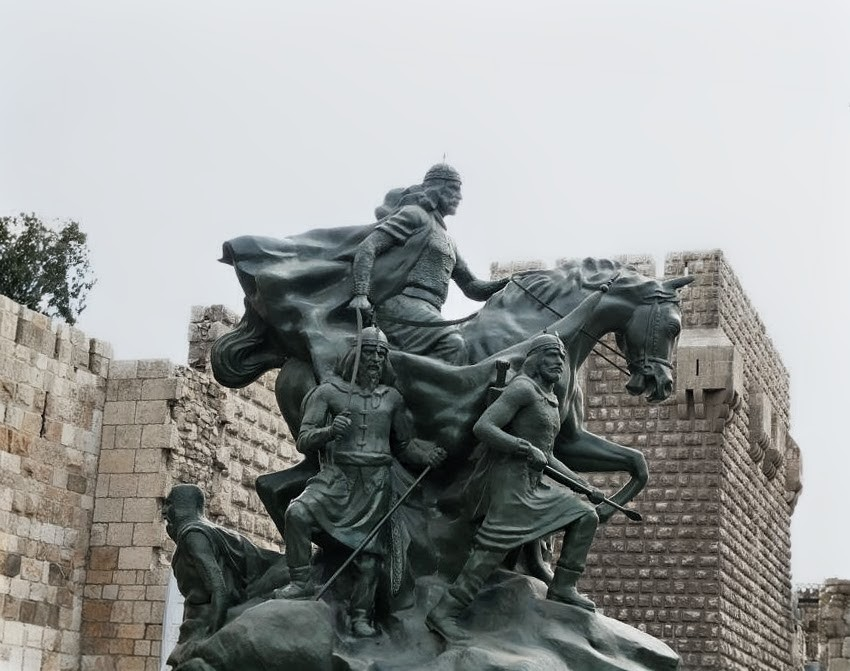
다마스쿠스에 위치한 살라딘의 동상

## 생애

### 성장
1137년 티크리트의 쿠르드 가문에서 태어난 살라딘은 다마스쿠스에서 학업을 마쳤다. 그의 아버지 나짐 앗딘 아이유브(Najm ad-Din Ayyub, ?~1173년)는 1139년에 티크리트에서 쫓겨나 삼촌 아사드 알딘 시르쿠(Asad al-Din Shirkuh)와 함께 모술로 갔다. 나짐 앗딘 아이유브는 나중에 이마드 앗딘 장기(Imad ad-Din Zengi)의 부하가 되었으며 이마드 앗딘 장기는 나짐 앗딘을 발베크(Baalbek) 요새 수비대장으로 임명했다. 다마스쿠스에 머무는 10년 동안 누르 앗딘의 법원에서 수니파의 교리를 배운 살라딘은 그의 삼촌인 시르쿠에게서 기초 군사 교육을 마쳤으며, 1160년대 이집트 파티마 왕조의 분파와의 전투끝에 승리하여 1169년 삼촌 시르쿠가 장관으로 이 지역에 대한 지배를 시작하였다. 예루살렘의 아모리 1세가 통치하는 예루살렘 왕국으로부터 이집트를 보호하는 역할을 수행한 살라딘은 이집트 왕가의 혼란 속에서 오래 버티지 못할 것이라는 예측을 깨고 점차 영향력을 키워갔다.

### 행운
시리아의 외인부대 지휘관이었던 살라딘은 이름뿐인 칼리프 알아디드가 죽자, 1171년 9월 이집트에 대한 실제적인 통치권을 행사하였다. 살라딘은 이집트의 경제를 재건하고 군대를 양성하는 한편, 그의 아버지의 조언에 따라 살라딘의 명목상 주인이었던 누르 앗딘과의 마찰을 피했다. 누르 앗딘이 죽기 전까지 살라딘은 가급적 군사행동을 피했지만 이내 십자군과의 대대적인 전쟁에 들어가게 되었다. 1174년 누르 앗딘이 사망하자 살라딘은 이집트의 술탄이 되었다. 그는 셀주크 투르크로부터 독립을 선포하였으며 아이유브 왕조를 세우고 이집트에 수니파 교단을 회복하였다. 그는 영토를 확장하고 파티마 왕조 지지세력을 소탕하였으며 홍해를 건너 예멘까지 광대한 영토를 지배하였다. 수니파 신도들은 그에게 '신의 친구'(Waliullah)라는 호칭을 붙였다.

### 십자군과의 전쟁
1170년과 1172년 살라딘은 누르 앗딘의 예루살렘 왕국 침공으로부터 퇴각하였다. 살라딘은 시리아에 대한 지배권을 얻게 되기 전까지 예루살렘 왕국이 이집트와 시리아 사이의 완충지대로 남아있기를 희망하였기 때문이다. 누르 앗딘 사후 그의 직위는 아직 소년이었던 살리흐 이스마엘 알말리크에게 계승되었지만 이 소년 역시 1181년 사망하였다. 누르 앗딘 사후 살라딘은 다마스쿠스로 행군하였으며 대중의 환영을 받았다. 그는 선왕을 존중하는 의미로 누르 앗딘의 미망인과 결혼하였다. 누르 앗딘이 통치한 다른 두 대도시 알레포와 모술은 그의 수중에 떨어지지 않았지만 살라딘은 이 도시들에 대한 그의 영향력을 계속 행사하였다. 살라딘은 1176년과 1186년 이들 도시에 대한 공성에 나섰지만 1176년 5월 22일 알레포 공성 당시 해시시를 먹는 자들(Hashshashins)이라는 정예 암살자 조직 아사신의 공격을 받고 공격을 철수하기도 하였다.
살라딘은 시리아에 대한 지배력을 강화해 나갔으며 십자군과의 대규모 전투에서도 늘상 승리하였다. 단 한번, 1177년 11월 25일의 몽기사르 전투에서 살라딘은 패배를 기록하였는데, 예루살렘의 보두앵 4세와 샤티용의 레날드, 성전 기사단 연합군과 맞닥뜨린 살라딘은 대패하여 병력의 대부분을 잃고 본국 이집트로 후퇴할 수밖에 없었다.
1178년 살라딘은 십자군과 휴전 협정을 맺었다. 살라딘은 패전으로 인한 피해를 복구하며 군대를 재건하였고, 1179년 벌어진 십자군과의 전투에서 승리하였다. 십자군의 거듭된 반격은 살라딘을 자극하였고, 특히 사티용의 레날드는 홍해 함대를 동원하여 무슬림의 교역과 순례길을 습격해댔다. 이어서 레날드는 성지인 메카와 메디나를 위협하였고, 살라딘은 1183년과 1184년 응징 차원에서 케라크의 레날드 요새를 공격하였으며, 레이널드 또한 1185년 하지의 순례자들을 공격해 보복하였다.

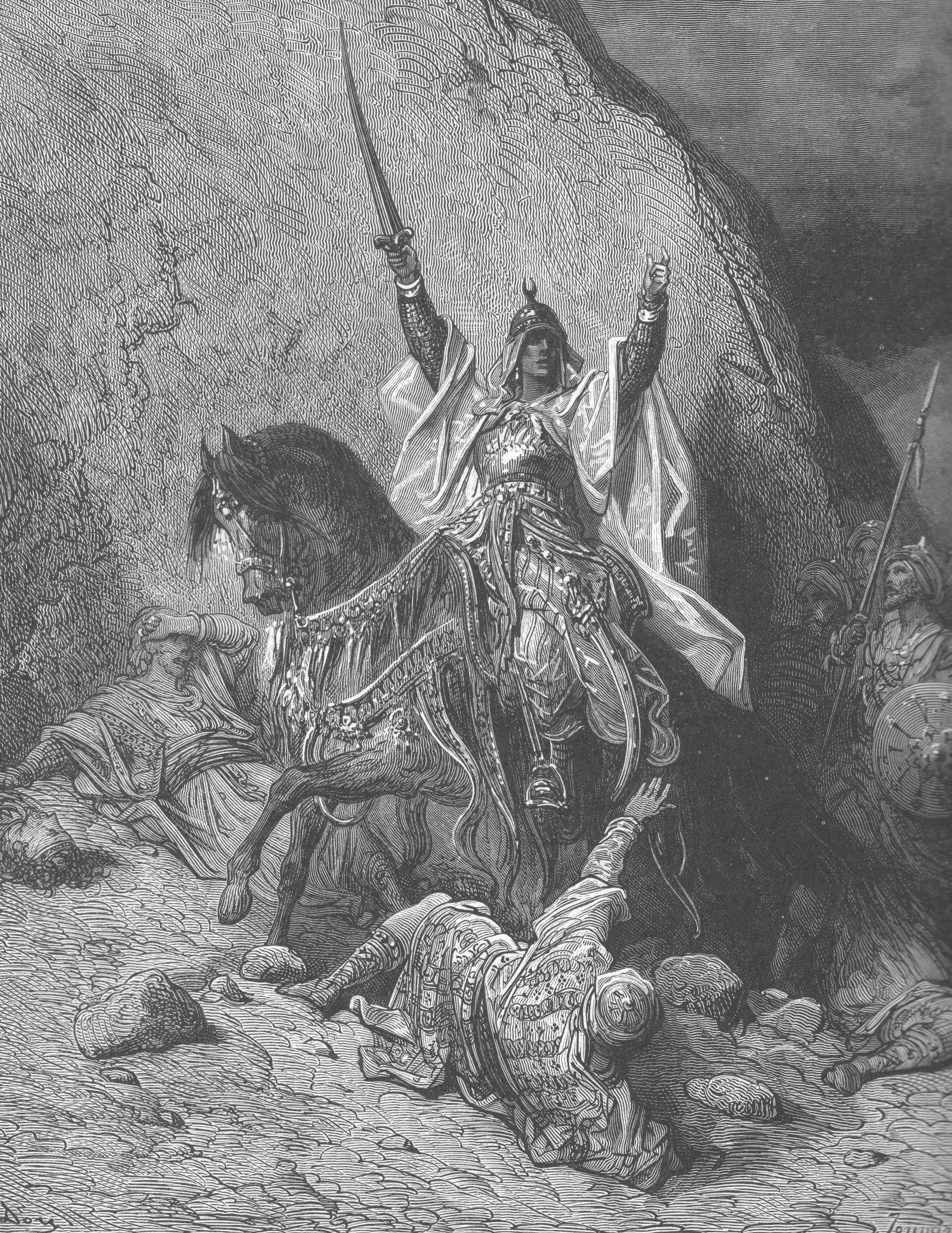
프랑스의 삽화가 귀스타브 도레가 그린 살라딘의 삽화

1187년 7월 살라딘은 예루살렘 왕국을 함락시켰다. 1187년 7월 4일 하틴 전투에서 뤼지냥의 기와 예루살렘 왕 트리폴리의 레몽 3세 연합군과 대치한 살라딘은 십자군 부대를 괴멸시켰으며, 십자군의 재앙으로 끝난 이 전투는 십자군 원정사에 전환점이 되었다. 샤티용의 레날드는 살라딘에게 사로잡혀 처형되었다. 뤼지냥의 기 역시 사로잡혔지만 살라딘은 갈증을 호소하는 기에게 눈을 녹인 얼음물을 대접하며 그의 목숨을 보전해 주었다.
하틴 전투가 있은 지 이틀 후 살라딘은 모든 군인 포로들을 끌어내 목을 벨 것을 명령하였고, 이 처형은 살라딘의 비서인 이마드 앗 딘의 기록에 남았다. 기록에 따르면 살라딘은 감옥에 있느니 죽는게 낫다며 그들의 목을 베라고 지시하였고, 그의 주위엔 많은 학자들과 수피(Sufi) 교도들, 독실한 신도들과 수도자들이 모여들어 칼을 뽑고 소매를 걷으며 자신들의 손으로 포로들을 처형하고 싶다고 애걸하였다고 한다. 살라딘은 밝은 표정을 하고 있었으며 기독교인들의 얼굴에는 절망의 빛이 서렸다고 전해진다(이는 살라딘의 첫 처형이 아니었다. 1179년 8월 29일 살라딘은 바이트 알아존의 성을 함락시켰을 때 700명의 포로들을 처형한 전례가 있다).
바하 앗딘의 기록에 따르면 살라딘은 예루살렘을 탈환하기 전 바하 앗딘에게 팔레스타인 뿐 아니라 무슬림에게 속하지 않은 모든 땅을 비신도들로부터 해방시키고 싶다는 의지를 피력한 바 있다고 한다. 이어서 살라딘은 모든 십자군 도시에 대한 정복을 시작하였다. 88년간 십자군 도시였던 예루살렘을 1187년 10월 2일 접수한 살라딘은 본래 협상 같은 것은 하지 않으려고 하였지만, 예루살렘을 사수하던 이벨린의 발리앙은 3천에서 5천에 이르는 예루살렘의 무슬림들을 학살하고 무슬림의 성지를 파괴하겠다는 협박으로 살라딘을 협상에 끌어낼 수 있었다. 도시 안의 프랑크족들은 남녀노소를 불분하고 몸값을 지불하고 무사히 예루살렘을 떠날 수 있게 되었지만 사실상 살라딘은 몸값 일부만을 지불한 사람들도 무사히 도시를 떠날 수 있도록 허용하였다. 이마드 앗딘의 기록에 따르면 몸값을 지불하지 못한 7천에서 8천 가량의 남녀가 노예 신세가 되었다고 한다.
이제 남은 것은 티레(Tyre)였다. 티레의 십자군을 지휘하던 몬페라토의 코라도는 티레의 수비를 강화하고 살라딘의 두 차례에 걸친 공성을 막아냈다. 1188년 살라딘은 뤼지냥의 기를 석방하여 그를 그의 아내인 예루살렘의 시빌라에게 돌려보냈다. 기와 시빌라는 티레로 입성하여 피난민들을 찾고자 하였지만 기를 왕으로 인정하지 않은 코라도는 이들을 돌려보냈고, 기는 아크레에 대하여 공성을 단행하였다.
하틴에서의 패배와 예루살렘의 함락은 제3차 십자군 원정의 발단이 되었다. 영국이 재정을 부담한 3차 십자군은 아크레를 점거하였으며, 영국의 국왕 리처드 1세(사자심왕 리처드)는 아크레의 무슬림들을 처형하였다. 살라딘은 8월 28일부터 10월 10일 사이에 포로로 잡은 모든 프랑크인들을 처형함으로써 이에 보복하였다. 무슬림의 기록에 따르면 전위부대가 잡아온 프랑크인 포로를 살라딘이 목을 베어 처형하자 병사들이 남은 몸통을 난자해 복수에 대한 갈증을 해소하고자 하였다고 한다.
1191년 9월 7일 살라딘의 군대는 사자왕 리처드 1세의 군대와 맞닥뜨렸다(아르수프 전투). 비록 살라딘은 전투에서 패배하였지만 리처드 역시 예루살렘을 정복하는데는 실패하였다. 두 왕은 내심 상대방에 대한 존경심을 가지게 되었고, 일련의 기품있는 일화들을 낳았다. 리처드 1세가 부상을 당하자 살라딘은 공격을 중단하고 그의 개인 의사를 보내 상처를 돌보게 하였으며 리처드 1세가 전투 중에 말을 잃자 살라딘은 두 필의 말을 보냈으며, 눈으로 채운 신선한 과일을 보내기도 하였고, 호의에 감복한 리처드 1세는 자신의 누이와 살라딘의 동생을 결혼시키고 예루살렘은 결혼 선물로 하자는 제안을 하기도 했다. 결국 두 왕은 1192년 평화 협정을 맺었고, 예루살렘은 무슬림의 지배하에 두되 기독교도 순례자들이 자유로이 왕래할 수 있게 되었다.

### 사망

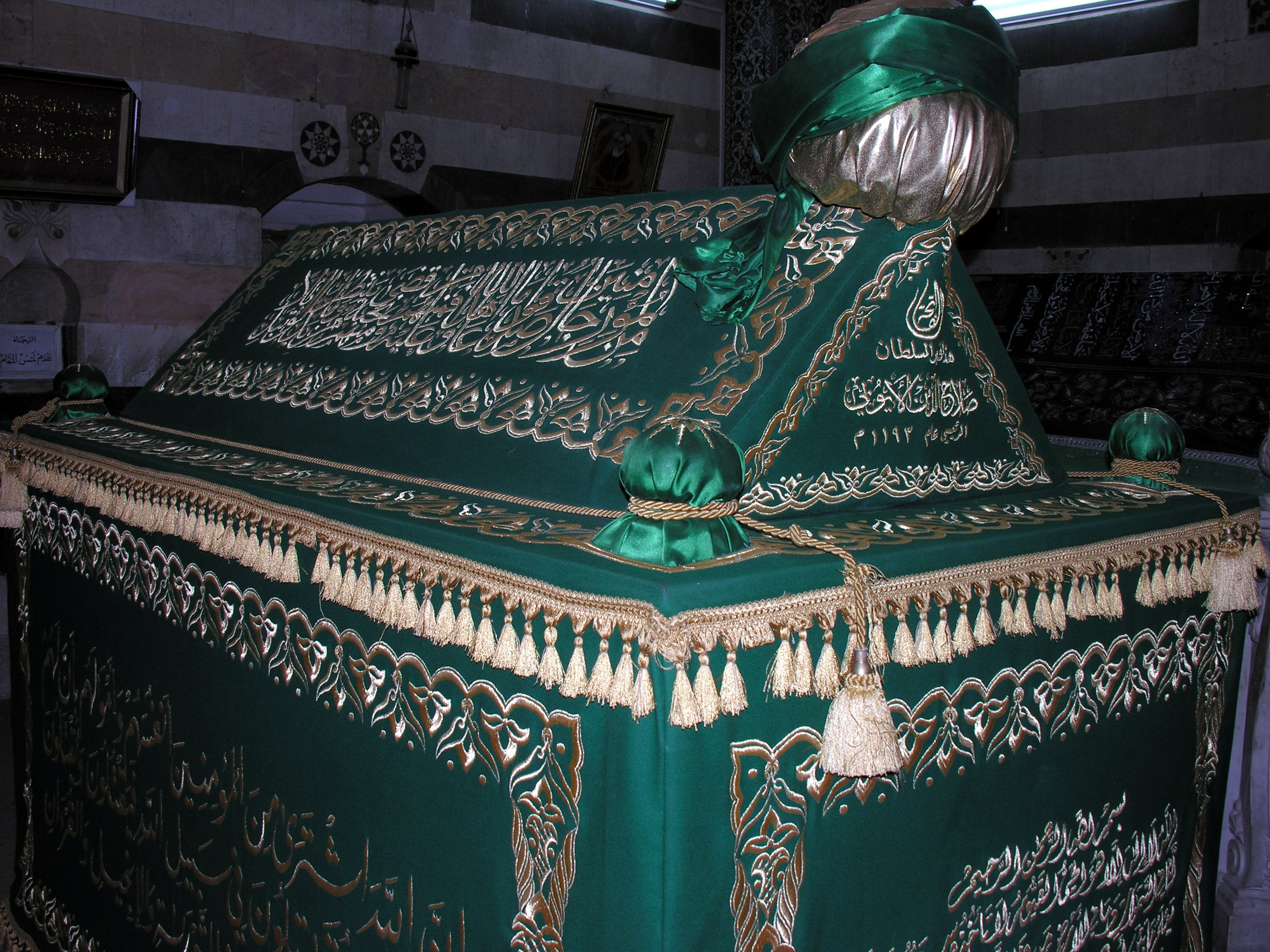
다마스쿠스에 있는 살라딘 영묘

리처드 1세가 십자군 원정에서 이탈한 지 오래 지나지 않은 1193년 3월 4일, 살라딘은 다마스쿠스에서 눈을 감았다. 사망 전의 유언은 "이제야 유수프가 그 감옥에서 해방되는 구나"였다고 한다. 그의 사후 살라딘의 금고 안에는 한 조각의 금과 마흔 조각의 은 조각만이 있었고, 한 왕조의 지도자로써 장례식을 치르기에도 부족한 정도의 수준임을 본 사람들은 크게 놀랐다고 한다. 그는 대부분의 재산을 어려운 이들을 돕는 데 사용하였던 것이다.
그의 영묘(靈廟)는 다마스쿠스의 우마야드 모스크 북서쪽 모퉁이에 조성되었다. 7백 년 뒤 시리아를 방문한 독일의 황제(카이저) 빌헬름 2세가 대리석으로 만든 석관을 영묘에 기증하였으나, 살라딘의 영구는 처음 영묘를 만들면서 안치한 목관에 안치되어 있다. 대신 영묘는 방문객들에게 개방되어 원래의 석관과 새로 기증된 석관 이렇게 두 개의 석관이 나란히 영묘에 안치되어 전시되고 있다(무슬림은 간소한 방식으로 장례를 치르며, 석관은 이슬람 방식으로 조성된 묘소 위를 덮는 데 사용된다).
살라딘에 의하여 건축된 구조물들이 일부 현재까지 남아있다. 1175년부터 1183년까지 카이로에 쌓은 성채가 그러하며, 시리아와 이집트 전역에 걸쳐 크고 작은 구조물들이 남아있다. 특히 그가 산 정상에 구축한 콸랏 알긴디(Qalaat Al-Gindi) 요새는 상단의 통행로를 잘 관측할 수 있는 요지에 위치하고 있으며 석재로 만들어진 큰 방들과 상점, 수도시설이 포함되어 있다.

## 평가
기독교도들과의 많은 전투에도 불구하고 살라딘은 유럽에 관대하고 예의바른 사람으로 알려졌으며, 14세기경 그를 칭송하는 많은 시들이 나타났다. 단테 또한 그를 미덕을 갖춘 이교도로 묘사한 바 있으며, 월터 스코트를 비롯한 많은 이들의 저작에서 훌륭한 사람으로 그려졌다. 살라딘은 특히 리처드 1세의 존경을 샀는데, 리처드 1세는 살라딘을 위대한 왕으로 평하며 의심할 여지 없이 이슬람 최고의 지도자라고 하였다. 살라딘과 리처드 1세는 많은 선물을 교환하며 지냈지만 직접 대면하지는 않았다.
살라딘의 자비심을 보여주는 일화가 1191년 4월에 발생한 바 있다. 프랑크족 여인의 3달 된 아기가 유괴되어 노예시장에 팔리자 프랑크인들은 이 여인에게 살라딘에게 자비를 구할 것을 권하였고, 사연을 전해들은 살라딘은 사재를 모아 아기를 사서 여인에게 돌려주었다. 이 광경을 지켜본 사람들에 따르면 여인은 눈물을 쏟으며 크게 감사하였다고 한다.
20세기 초 시리아가 프랑스의 위임통치 아래 들게 되자, 프랑스 점령군 사령관 앙리 구로(Henri Joseph Eugène Gouraud)가 다마스쿠스에 있는 살라딘의 영묘를 찾아 "살라딘이여, 우리가 돌아왔다. 여기, 나의 존재가 초승달(이슬람)에 대한 십자가(기독교)의 승리를 위한 봉헌이 될 것이다."라고 선언한 일화가 있다.

## 연표
- 1138년 - 티크리트의 쿠르드족 족장 아이유브의 아들로 태어나다.
- 1152년 - 시리아의 군주 누르 앗딘의 군대에 들어가다.
- 1164년 - 십자군과 첫 대면하고 세번에 걸친 이집트 전선에서 용맹을 떨치다.
- 1169년 - 삼촌 시르쿠의 부장으로 활약하고 이집트로 건너가다.
- 1171년 - 파티마 왕조의 군주를 타도하고 이집트를 압바스 왕조에 통합하다.
- 1174년 - 누르 앗딘이 사망하자 세력을 확대하고 다마스쿠스를 점령하다.
- 1183년 - 알레포 점령
- 1186년 - 모술 점령
- 1187년 - 성도 예루살렘을 정복하다.
- 1189년~1191년 - 아크레 공방전, 결국 아크레 함락하다.
- 1192년 - 잉글랜드의 리처드 1세와 평화협상을 맺다.
- 1193년 - 짧은 투병 기간을 거쳐 다마스쿠스에서 영면하다.

## 같이 보기
- 분류:살라딘의 전투

## 참고 문헌
- Baha ad-Din, The Rare and Excellent History of Saladin, ed. D. S. Richards, Ashgate, 2002.
- Imad ad-Din al-Isfahani, Conquête de la Syrie et de la Palestine par Salâh ed-dîn, ed. Carlo Landberg, Brill, 1888.
- Stanley Lane-Poole, Saladin and the Fall of the Kingdom of Jerusalem, Putnam, 1898.
- H. A. R. Gibb, The Life of Saladin: From the Works of Imad ad-Din and Baha ad-Din. Clarendon Press, 1973.
- M. C. Lyons and D. E. P. Jackson, Saladin: the Politics of the Holy War, Cambridge University Press, 1982.
- Alan K. Bowman, Egypt After the Pharaohs, 1986.
- John Gillingham, "Richard I", Yale English Monarchs, Yale University Press, 1999.